# 최남석
최남석(崔湳錫, 1935년~2022년 7월 24일)은 대한민국의 화학자이다.
한국 기업의 R&D 역사를 바꾼 ‘바이오산업의 전설’이자,  LG화학기술연구원 전 원장으로, LG화학 연구소를 주도하며 팩티브를 비롯한 신약 개발에 기여하였고, 폴리에스터 필름 제조기술을 개발하는 등 연구개발에서 놀라운 성취를 거두었을 뿐만 아니라, 한국 기업의 연구소를 세계 수준으로 끌어올리는 데도 결정적으로 기여했다.

## 학력
- 1958 서울대학교 화학공학과 졸업
- 1962 미국 포트헤이스캔자스주립대학 이학석사(화학)
- 1970 미국 브루클린공과대학 이학박사(화학)

## 경력
- 1971~1974 미국 ALZA사 책임연구원
- 1974~1979 한국과학기술연구소 연구부장
- 1980~1995 럭키중앙연구소 소장
- 1995~1995 LG화학기술연구원 원장
- 1996~1999 LG화학 고문, 미국 LG BMI 소장

## 수상 내역
- 1979 국민훈장 목련장
- 1993 동탑산업훈장
- 1997 운경상(산업기술 부문)
- 2006 한국을 일으킨 엔지니어 60인(한국공학한림원)
- 2010 대한민국 100대 기술과 주역(한국공학한림원)